# Richard Jaeger

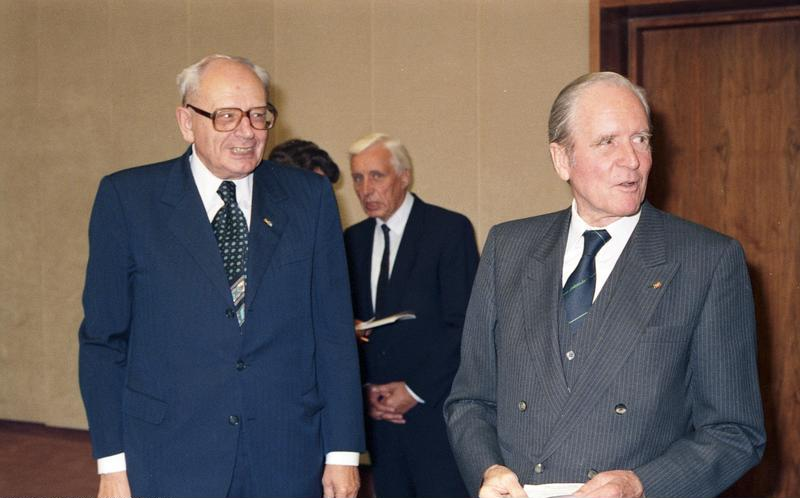
Richard Jaeger, 1988 (links) mit dem ehemaligen Bundespräsidenten Karl Carstens

Richard Jaeger (* 16. Februar 1913 in Schöneberg, heute Berlin-Schöneberg; † 15. Mai 1998 in Bonn) war ein deutscher Politiker (CSU). Er war von 1953 bis 1965 sowie von 1967 bis 1976 Vizepräsident des Deutschen Bundestages und von 1965 bis 1966 Bundesminister der Justiz.

## Familie

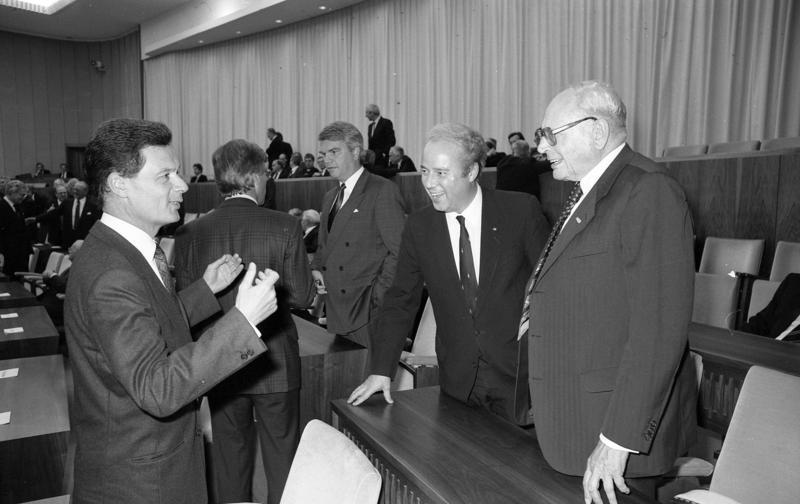
Richard Jaeger (rechts), im Gespräch mit dem CDU-Politiker Hans Daniels, 1988

Jaeger wurde als Sohn von Heinz Jaeger und Elsbeth Jaeger, geb. Dormann,  1913 in Schöneberg geboren. Sein Vater war Angestellter des Reichsversicherungsamtes und später Direktor des Städtischen Versicherungsamtes München. Die Familie zog drei Monate nach Jaegers Geburt nach München zurück. Jaeger war katholischer Konfession.
Sein Urgroßvater war der Bayerische Landtagsabgeordnete Lukas Jäger, sein Großvater der Oberstleutnant Richard Jaeger und sein Großonkel der Reichstagsabgeordnete Eugen Jäger.

## Ausbildung und Beruf
Ab 1928 besuchte er das Maximiliansgymnasium, wo er 1933 das Abitur ablegte. Zum 1. November desselben Jahres trat Jaeger in die SA ein und begann, unter anderem mit Ernst Ferber, ein Studium der Rechts- und Staatswissenschaften in München, Berlin und Bonn, welches er 1936 mit dem Referendarexamen beendete. In München wurde er aktives Mitglied des Katholischen Studentenvereins Südmark im KV. Nach dem Referendariat legte er 1939 die Große Juristische Staatsprüfung ab.
Sein Kriegsdienst im Zweiten Weltkrieg u. a. als Artillerist an der Ostfront (zuletzt im Dienstgrad eines Wachtmeisters) wurde unterbrochen durch seine Ernennung zum Gerichtsassessor am Amtsgericht Weilheim in Oberbayern 1940 und die Ernennung zum Amtsgerichtsrat 1943. 1947 begann Jaeger eine kurze berufliche Tätigkeit als Regierungsrat im bayerischen Kultusministerium und war persönlicher Referent des Ministers Alois Hundhammer. 1948 wurde er zum Dr. jur. promoviert. Jaeger war mit der Philologin Rose Littner (1915–1994) verheiratet; sie hatten sechs Kinder.

## Politische Tätigkeit
Ab 1946 war Jaeger Mitglied der CSU und von 1952 bis 1981 Mitglied im CSU-Landesvorstand. 1948 war Jaeger Erster Bürgermeister, 1949 Oberbürgermeister von Eichstätt.
Jaeger gehörte von 1949 bis 1980 dem Deutschen Bundestag an. Er zog stets als direkt gewählter Abgeordneter des Wahlkreises Fürstenfeldbruck in den Deutschen Bundestag ein. Jaeger war einer der zehn Abgeordneten, die die ersten 25 Jahre seit der Bundestagswahl 1949 ununterbrochen dem Bundestag angehörten.
Richard Jaeger war von 1952 bis 1953 Vorsitzender des Ausschusses zum Schutz der Verfassung und von 1953 bis 1961 Vorsitzender des Verteidigungsausschusses. Er amtierte von 1953 bis 1965 sowie von 1967 bis 1976 als Vizepräsident des Deutschen Bundestages, unterbrochen von seiner Zeit als Bundesminister, und derweil vertreten durch Maria Probst die 1967 verstarb. Von 1953 bis 1956 war er Vorsitzender der Unterkommission Haushalt des Bundestagspräsidiums. Im Jahr 1952 gehörte Jaeger zu einer Gruppe von 34 Abgeordneten der CDU/CSU-Bundestagsfraktion, die einen Gesetzentwurf zur Einführung des relativen Mehrheitswahlrechts in den Bundestag einbrachten.
1951 sprach sich Jaeger auf einer Kundgebung in Landsberg für die Begnadigung aller zum Tode verurteilten NS-Kriegsverbrecher aus.
Vom 10. Dezember 1953 bis zum 1. Juli 1954 war er zugleich Mitglied des Europaparlamentes und von 1987 bis 1991 Vorsitzender der Vereinigung ehemaliger Mitglieder des Deutschen Bundestages und des Europäischen Parlaments e. V. Von 1957 bis 1990 war er Vorsitzender der Deutschen Atlantischen Gesellschaft.
Nach der Bundestagswahl 1965 wurde er am 26. Oktober 1965 zum Bundesminister der Justiz in der von Bundeskanzler Ludwig Erhard geleiteten Bundesregierung ernannt. Nach dem Bruch der Koalition mit der FDP und der anschließenden Bildung der Großen Koalition schied Jaeger am 1. Dezember 1966 aus der Bundesregierung aus.
In den 1960er Jahren trat er öffentlich für die Abschaffung des Artikel 102 des Grundgesetzes und damit für die Wiedereinführung der Todesstrafe für Mord und andere Kapitalverbrechen ein, was ihm seitens des SPD-Politikers Herbert Wehner den Spitznamen „Kopf-ab-Jaeger“ eintrug.
Als Vizepräsident des Bundestages erklärte er 1970, er würde es keiner Frau erlauben, das Plenum in Hosen zu betreten, geschweige denn an das Rednerpult zu treten. Diese Äußerung provozierte die SPD-Abgeordnete Lenelotte von Bothmer zum Protest, sie kaufte einen hellen Hosenanzug und betrat den Bundestag. Es kam zu einem Skandal, weil sie als erste Frau in einem Hosenanzug eine Rede im Bundestag hielt.
1972 gehörte er zu den wenigen CDU/CSU-Abgeordneten, die gegen die Ostverträge (den Moskauer Vertrag und den Warschauer Vertrag) stimmten, während die Mehrheit der CDU/CSU-Bundestagsfraktion sich lediglich der Stimme enthielt und damit die Ratifizierung sicherte.

## Gesellschaftliche Funktionen
Anfang der fünfziger Jahre engagierte sich Jaeger in der Abendländischen Bewegung, die sich um die vom Fürstenhaus Waldburg-Zeil finanzierte Zeitschrift Neues Abendland formierte. Dieses Engagement führte ihn schließlich auch zum Europäischen Dokumentations- und Informationszentrum (CEDI), in dem er ab Anfang der sechziger Jahre aktiv mitarbeitete und dessen Präsidentschaft er von 1972 bis 1974 übernahm. Dem entsprach auch seine Tätigkeit in dem als deutsche Sektion des CEDI fungierenden Europäischen Institut für politische, wirtschaftliche und soziale Fragen und schließlich im 1972 von ihm gegründeten CEDI Deutschland.

## Ehrungen
- 1959: Bayerischer Verdienstorden
- Großes Verdienstkreuz mit Stern und Schulterband[1]
- 1967: Großkreuz des Verdienstordens der Bundesrepublik Deutschland
- Großes Goldenes Ehrenzeichen am Bande für Verdienste um die Republik Österreich[9]

## Veröffentlichungen
- Deutscher Bundestag. In: Staatslexikon. Band 2, 6. Auflage, Freiburg im Breisgau, 1958, Spalten 635–646.
- Der Verteidigungsausschuß an der Arbeit. In: Informationen für die Truppe. Jg. 1966, Heft 1, S. 3–7.
- Idee und Wirklichkeit – Das Grundgesetz in der Bewährung. In: Die Politische Meinung. 1979, Heft 184, S. 54–59.
- Unabhängigkeit – Der Kern eines Mandats. In: Sonja Schmid-Burgk: Ein Leben für die Politik? Briefe an jüngere Mitbürger. Freiburg im Breisgau, 1988, S. 85–91.